# Libertine
«Libertine» — четвертий студійний альбом норвезької співачки Лів Крістін. Реліз відбувся 18 вересня 2012 року.

## Список пісень
Автор слів Лів Крістін, автор музики Торстен Бауер, Александр Крул. 
| #   | Назва                                                 | Тривалість |
| --- | ----------------------------------------------------- | ---------- |
| 1.  | «Interlude»                                           | 2:23       |
| 2.  | «Solve Me»                                            | 3:46       |
| 3.  | «Silence»                                             | 3:49       |
| 4.  | «Vanilla Skin Delight (разом з Tobias Regner)»        | 4:09       |
| 5.  | «Panic»                                               | 3:31       |
| 6.  | «Paris Paris»                                         | 3:40       |
| 7.  | «Wait for Rain»                                       | 3:32       |
| 8.  | «Love Crime»                                          | 2:24       |
| 9.  | «Libertine»                                           | 4:45       |
| 10. | «Meet Me in the Red Sky»                              | 5:11       |
| 11. | «The Man with the Child in His Eyes (кавер Кейт Буш)» | 2:30       |

## Персонал
- Лів Крістін — вокали
- Торстен Бауер — гітари, акустичні гітари, мандолін, ситар
- Александр Крул — клавіші, програмування
- Фелікс Борн — барабани
- Алехандро Панто — піаніно

### Додаткові учасники
- Tobias Regner — додатковий вокал у пісні "Love Decay"
- Christoph Kutzer — віолончель